# GUK1
GUK1 (англ. Guanylate kinase 1) – білок, який кодується однойменним геном, розташованим у людей на короткому плечі 1-ї хромосоми.  Довжина поліпептидного ланцюга білка становить 197 амінокислот, а молекулярна маса — 21 726.
| 10         |  | 20         |  | 30         |  | 40         |  | 50         |
| ---------- |  | ---------- |  | ---------- |  | ---------- |  | ---------- |
| MSGPRPVVLS |  | GPSGAGKSTL |  | LKRLLQEHSG |  | IFGFSVSHTT |  | RNPRPGEENG |
| KDYYFVTREV |  | MQRDIAAGDF |  | IEHAEFSGNL |  | YGTSKVAVQA |  | VQAMNRICVL |
| DVDLQGVRNI |  | KATDLRPIYI |  | SVQPPSLHVL |  | EQRLRQRNTE |  | TEESLVKRLA |
| AAQADMESSK |  | EPGLFDVVII |  | NDSLDQAYAE |  | LKEALSEEIK |  | KAQRTGA    |

A: Аланін

C: Цистеїн

D: Аспарагінова кислота

E: Глутамінова кислота

F: Фенілаланін

G: Гліцин

H: Гістидин

I: Ізолейцин

K: Лізин

L: Лейцин

M: Метіонін

N: Аспарагін

P: Пролін

Q: Глутамін

R: Аргінін

S: Серин

T: Треонін

V: Валін

Кодований геном білок за функціями належить до трансфераз, кіназ. 
Задіяний у такому біологічному процесі як ацетиляція. 
Білок має сайт для зв'язування з АТФ, нуклеотидами. 